# جاسم مهلهل الياسين
الدكتور جاسم بن محمد مهلهل الياسين أحد الشخصيات الدينية البارزة في المجتمع الكويتي، وله كتابات أسبوعية في جريدة الوطن الكويتية. ورئيس الأمانة العامة للجان الخيرية. كنيته: أبو معاذ وهو أحد أعلام الإخوان المسلمين بالكويت ويعتبر منظر الحركة الإسلامية في الكويت.

## المؤهلات الدراسية
حاصل دبلوم دار المعلمين. وليسانس في الشريعة الإسلامية من جامعة الإمام محمد بن سعود الإسلامية بالرياض سنة 1980 م. وماجستير في العقيدة والمذاهب المعاصرة من جامعة الإمام محمد بن سعود الإسلامية بالرياض سنة 1986م. دكتوراه في الثقافة الإسلامية من كلية أصول الدين قسم الثقافة الإسلامية من جامعة أم درمان الإسلامية سنة 1995م.

## العمل
عمل مدرساً في المرحلة الثانوية. ثم أستاذ في كلية التربية الأساسية في الهيئة العامة للتعليم التطبيقي والتدريب. وأستاذ الثقافة الإسلامية في كلية الشريعة الإسلامية بجامعة الكويت. إضافة إلى كونه عضو في لجنة المناهج لمادة التربية الإسلامية في وزارة التربية والتعليم العالي.

## العمل التطوعي
- الأمين العام للأمانة العامة للعمل الخيري التابعة لجمعية الإصلاح الاجتماعي (قطاع آسيا وإفريقا – القطاع العربي الأوربي – لجنة السنابل – مصابيح الهدى ) والمكاتب الأقليمية التابعة لها .
- نائب رئيس مجلس الصندوق الوقفي لخدمة القرآن الكريم وعلومه وهو أحد أهم الصناديق في الأمانة العامة للأوقاف .
- عضو الهيئة التأسيسية في الهيئة الخيرية الإسلامية العالمية .
- رئيس مجلس إدارة وقفية الألف ألف في الهيئة الخيرية الإسلامية العالمية.
- المشاركة في اللجان الاجتماعية والتربوية التابعة لجمعيات النفع العام.
- الأحاديث التربوية والتوجيهية في التلفاز والإذاعة الكويتية .
- مدرس للفقه والعقيدة وأصول الفقه في مساجد الكويت .
- خطيب ليوم الجمعة منذ عام 1972 م .
- كاتب مقالات فكرية وإسلامية عامة في الصحف الكويتية (جريدة الوطن بصفحة اسبوعية كل يوم سبت تحت اسم منتدى الفكر والحضارة – جريدة الرأي العام) وكذلك في المجلات الإسلامية ( مجلة المجتمع – مجلة الوعي الإسلامي – الإصلاح).
- كاتب في الموسوعة الفقهية في الكويت .
- عضو لجنة الفتوى في وزارة الأوقاف والشئون الإسلامية في الكويت سابقاً .

## الدورات التخصصية
المشاركة في عشرات الندوات في الكويت وخارجها ما بين مستمع ومحاضر فيها.

## المؤتمرات
المشاركة في المؤتمرات داخل وخارج الكويت وفي أوروبا وأمريكا.

## الكتب والمؤلفات
- أولاً: الجداول الجامعة في العلوم النافعة (1-2)
- ثانياً: الحقيبة التربوية تفصيل للرسائل التالية:
  - رسائل فتيان الدعوة .
  - رسائل شباب الدعوة .
  - رسائل العاملين .
- ثالثاً : الدولة الإسلامية بين الواجب والممكن .للتحميل
- رابعاً : فقه المرأة المسلمة .
- خامساً: المقامات الياسينية.
- سادساً: حوار العجماوات.
- سابعاً: نقوش على جدار الدعوة ج1 – ج5.
- ثامناً : شعاع من القلب.
- تاسعاً: للدعاة فقط.
- عاشراً: سلسلة رسائل وحدة أمة (1-3) .
- حادي عشر: حتى لا نغبن .
- ثاني عشر: شيء من الحقيقة
- القدس قضية أمة للتصفح

## وصلات خارجية
- الموقع الرسمي: موقع السماحة
- البعد الديني للصراع العربي الإسرائيلي - برنامج الشريعة والحياة 2001 - قناة الجزيرة